# Heinekenia berthelotii
Heinekenia berthelotii là một loài thực vật có hoa trong họ Đậu. Loài này được (Lowe ex Masferrer) Kunkel mô tả khoa học đầu tiên năm 1974.